# Shadegai
Shadegai (kinesiska: 沙德盖, 沙德盖苏木) är en socken i Kina. Den ligger i den autonoma regionen Inre Mongoliet, i den norra delen av landet, omkring 170 kilometer väster om regionhuvudstaden Hohhot.
Genomsnittlig årsnederbörd är 484 millimeter. Den regnigaste månaden är juli, med i genomsnitt 133 mm nederbörd, och den torraste är januari, med 2 mm nederbörd.